# Supercoupe de Suisse masculine de basket-ball 2016
Navigation
Édition 2015 Édition 2017
La Supercoupe de Suisse de basket-ball masculin 2016 est la 2e édition de la Supercoupe de Suisse de basket-ball masculin. Elle est organisée par SwissBasket. Les équipes participantes sont le finaliste du championnat et le vainqueur du championnat et de la coupe de Suisse sous la forme d'un match unique.

## Finale
| Date       | Lieu     | Rencontre                                 | Score |
| ---------- | -------- | ----------------------------------------- | ----- |
| 09.10.2016 | Fribourg | Fribourg Olympic - Union Neuchâtel Basket | 75-55 |

## Meilleurs joueurs
| Fribourg Olympic       | Dusan Mlajdan |
| Union Neuchâtel Basket |               |